# Elvis' Golden Records
| Críticas profissionais                                                      | Críticas profissionais |
| Avaliações da crítica                                                       | Avaliações da crítica  |
| Fonte                                                                       | Avaliação              |
| --------------------------------------------------------------------------- | ---------------------- |
| AllMusic                                                                    | [ 1 ]                  |
| Esta tabela precisa de ser acompanhada por texto em prosa. Consulte o guia. |                        |

Elvis' Golden Records é a primeira coletânea musical do músico estadunidense Elvis Presley. Chegou ao terceiro lugar na Billboard 200 e recebeu disco de platina sêxtupla em 17 de agosto de 1999, pela Recording Industry Association of America.

## Faixas
| N.º | Título                                    | Duração |  |
| 1.  | "Hound Dog"                               | 2:17    |  |
| 2.  | "Loving You"                              | 2:13    |  |
| 3.  | "All Shook Up"                            | 1:58    |  |
| 4.  | "Heartbreak Hotel"                        | 2:10    |  |
| 5.  | "Jailhouse Rock"                          | 2:28    |  |
| 6.  | "Love Me"                                 | 2:45    |  |
| 7.  | "Too Much"                                | 2:32    |  |
| 8.  | "Don't Be Cruel (To A Heart That's True)" | 2:03    |  |
| 9.  | "That's When Your Heartaches Begin"       | 3:22    |  |
| 10. | "Teddy Bear (Let Me Be Your)"             | 1:47    |  |
| 11. | "Love Me Tender"                          | 2:42    |  |
| 12. | "Treat Me Nice"                           | 2:12    |  |
| 13. | "Any Way You Want Me"                     | 2:16    |  |
| 14. | "I Want You, I Need You, I Love You"      | 2:40    |  |

## Paradas musicais
- Estados Unidos - 3º - Billboard Pop - 1958
- Inglaterra - 2º - Record Mirror - 1958
- Inglaterra - 3º - NME - 1958